# Liste der denkmalgeschützten Objekte in Desselbrunn
Die Liste der denkmalgeschützten Objekte in Desselbrunn enthält die 5 denkmalgeschützten, unbeweglichen Objekte der oberösterreichischen Gemeinde Desselbrunn.

## Denkmäler
| Foto |                 | Denkmal                                                                          | Standort                                    | Beschreibung | Metadaten |
| ---- | --------------- | -------------------------------------------------------------------------------- | ------------------------------------------- | --- | --- |
| ja   | Datei hochladen | Friedhof mit Kapelle, Mauer und Torbauten HERIS-ID: 88918 Objekt-ID: 103509      | Desselbrunn 34 Standort KG: Desselbrunn     | | BDA-Hist.: Q37728637 Status: § 2a Stand der BDA-Liste: 2025-06-30 Name: Friedhof mit Kapelle, Mauer und Torbauten GstNr.: 311/1 Friedhof Desselbrunn          |
| ja   | Datei hochladen | Kath. Pfarrkirche und Filialkirche hl. Leonhard HERIS-ID: 52076 Objekt-ID: 58157 | Desselbrunn Standort KG: Desselbrunn        | Spätgotische Kirche aus dem Ende des 15. Jahrhunderts mit einem neuzeitlichen Zubau. | BDA-Hist.: Q25384284 Status: § 2a Stand der BDA-Liste: 2025-06-30 Name: Kath. Pfarrkirche und Filialkirche hl. Leonhard GstNr.: 311/1 Pfarrkirche Desselbrunn |
| ja   | Datei hochladen | Traunfallbrücke HERIS-ID: 89087 Objekt-ID: 103683                                | Viecht 36, in der Nähe Standort KG: Windern | Eine Stahlbeton-Bogenbrücke, die 1925 nach einem Entwurf des Architekten Julius Schulte errichtet, im 2. Weltkrieg zerstört und 1948 in gleicher Form wieder aufgebaut wurde. Die Brücke überspannt die Traun und verbindet die Gemeinden Desselbrunn und Roitham. | BDA-Hist.: Q61704364 Status: § 2a Stand der BDA-Liste: 2025-06-30 Name: Traunfallbrücke GstNr.: 2441/1, 2441/2 Traunfallbrücke                                |
| ja   | Datei hochladen | Schloss Windern HERIS-ID: 38910 Objekt-ID: 38531                                 | Windern 1 Standort KG: Windern              | Vorgängerbau entstand im Übergang vom 16. zum 17. Jahrhundert. Nach einem Brand im Jahr 1817 wurde das Bauwerk erneuert. | BDA-Hist.: Q15127872 Status: Bescheid Stand der BDA-Liste: 2025-06-30 Name: Schloss Windern GstNr.: 2797/2 Schloss Windern                                    |
| ja   | Datei hochladen | Gasthaus, Schlosstaverne HERIS-ID: 38911 Objekt-ID: 38532                        | Windern 3 Standort KG: Windern              | Errichtet zu Anfang des 19. Jahrhunderts mit Fassadenstuck und Mansarddach. | BDA-Hist.: Q37985255 Status: Bescheid Stand der BDA-Liste: 2025-06-30 Name: Gasthaus, Schlosstaverne GstNr.: 2833/1                                           |